# Pachydissus picipennis
Pachydissus picipennis är en skalbaggsart som först beskrevs av Ernst Friedrich Germar 1848.  Pachydissus picipennis ingår i släktet Pachydissus och familjen långhorningar. Inga underarter finns listade i Catalogue of Life.